# Alexis-Timothée Bouly
Pour les articles homonymes, voir Bouly.
Alexis-Timothée Bouly (11 décembre 1865 à Condette — 29 janvier 1958 à Condette) dit l'abbé Bouly est un prêtre et radiesthésiste français, connu avoir pratiqué la sourcellerie et l'herboristerie.

## Biographie
Alexis-Timothée Bouly est le fils du charron François-Alexis Bouly (mort en 1909), et d’Euphrasine Fauquembergue.

### Carrière ecclésiastique
Bouly a étudié au petit séminaire de Boulogne-sur-Mer (1879-1886) puis au grand séminaire d’Arras. Il est ordonné prêtre le 13 juillet 1890, et enseigne quatre ans à Béthune, avant d'étudier à la Sorbonne, où il apprend l’anglais et l’allemand. Il enseigne pendant ses études parisiennes au collège Saint-Stanislas de Boulogne-sur-Mer, et en devient le supérieur en 1900. En janvier 1909, il est curé de Wirwignes ; le 1er août 1910, enfin, il se voit confier la paroisse nouvellement créée d’Hardelot-Plage, bénéficiant du soutien de John Whitley, le fondateur de cette station balnéaire de la Côte d'Opale, et il en restera le curé jusqu'à sa mort.
En 1934, il achète le château d'Hardelot. Ce château est ensuite occupé par une congrégation de religieuses. Une salle du château lui rend hommage en reconstituant son bureau.

### Radiesthésiste
Être le curé d'une station balnéaire laisse de longues périodes inoccupées pendant la morte saison. L'abbé a beaucoup de temps pour l'étude. En 1913, l'abbé s'investit dans la sourcellerie, et invente par suite d’échanges avec l’abbé Louis Bayard le mot « radiesthésie ». Il devient également une sorte de guérisseur qui dit chercher les microbes par la radiesthésie. Il acquiert une renommée, donnant des conférences sur sa pratique à travers toute la France, et commerçant des potions sous sa marque.
Il crée l'Association des Amis de la Radiesthésie à Lille le 29 décembre 1929 et en devient le président-fondateur.
Il est décoré de la Légion d'honneur par Jules Catoire.
Il meurt le 29 janvier 1958 à Condette, à l'âge de 92 ans.
Dans un ouvrage consacré au professeur Tournesol, Albert Algoud présente l'abbé Mermet et l'abbé Bouly comme les inspirateurs des expériences radiesthésiques menées par le personnage inventé par Hergé.